# ジャイアントチーター
ジャイアントチーター（Acinonyx pardinensis）とは、現生のチーターに近縁な絶滅したネコ科動物。

## 特徴
生活スタイルと身体的特徴は現生のチーターと似ていたと考えられるが、サイズが大きく、肩高は現生のライオンと同程度であった。（ただし、細身のため体重はライオンより軽かったと考えられる。）現生のチーターのおよそ2倍のサイズであり、体重79.37–100 kg、体長200cm、尾長140cmであった。肩高は90cm。現生のチーターと同様のスプリンターであったと考えられるが、骨格のプロポーションから、現生のチーターよりは速度が遅かったと考えられる。